# サン・ロレンツェッロ
サン・ロレンツェッロ（イタリア語: San Lorenzello）は、イタリア共和国カンパニア州ベネヴェント県にある、人口約2,200人の基礎自治体（コムーネ）。

## 地理

### 位置・広がり
ベネヴェント県のコムーネ。県都ベネヴェントから北西へ26kmの距離にある。

#### 隣接コムーネ
隣接するコムーネは以下の通り。
- カステルヴェーネレ
- チェッレート・サンニータ
- クザーノ・ムトリ
- ファイッキオ
- グアルディア・サンフラモンディ
- サン・サルヴァトーレ・テレジーノ